# Индустријска зона (Потенца)
Индустријска зона (итал. Zona Industriale) је насеље у Италији у округу Потенца, региону Базиликата.
Према процени из 2011. у насељу је живело 4 становника. Насеље се налази на надморској висини од 765 м.